# Michael Marahrens
Michael Marahrens (* 18. November 1956 in Osnabrück) ist ein deutscher politischer Beamter (Bündnis 90/Die Grünen). Von November 2022 bis Juni 2025 war er Staatssekretär im Niedersächsischen Ministerium für Ernährung, Landwirtschaft und Verbraucherschutz.

## Leben
Marahrens absolvierte von 1973 bis 1975 eine landwirtschaftliche Lehre. 1975 legte er die Fachhochschulreife ab. Von 1976 bis 1982 studierte er Agrarwissenschaften an der Fachhochschule Osnabrück. Dieses Studium war für drei Jahre durch landwirtschaftliche Praxis in Schweden und Süddeutschland unterbrochen. Anschließend studierte er von 1985 bis 1991 Tiermedizin an der Tierärztlichen Hochschule Hannover. Von 1991 bis 1998 war er als Assistent für Lehre und Forschung am Institut für Tierhygiene und Tierschutz der Tierärztlichen Hochschule Hannover tätig; 1998 wurde er schließlich zum Dr. med. vet. promoviert und erhielt die Anerkennung zum Fachtierarzt für Tierschutz. 1999 baute er eine Beratungsfirma für den Tierschutz in der landwirtschaftlichen Tierhaltung auf. Von 2000 bis 2003 war er Fachgruppenleiter am Bundesinstitut für gesundheitlichen Verbraucherschutz und Veterinärmedizin und später am Bundesinstitut für Risikobewertung in Berlin. Von 2003 bis 2004 war er ans Referat für Tierschutz im Bundesministerium für Ernährung, Landwirtschaft und Verbraucherschutz abgeordnet. Von 2004 bis zu seiner Ernennung zum Staatssekretär im November 2022 war er Arbeitsgruppenleiter und stellvertretender Institutsleiter am Institut für Tierschutz und Tierhaltung des Friedrich-Loeffler-Instituts in Celle.
Marahrens wurde am 8. November 2022 zum Staatssekretär des von Miriam Staudte geleiteten Niedersächsischen Ministeriums für Ernährung, Landwirtschaft und Verbraucherschutz berufen. Ende Juni 2025 schied er auf eigenen Wunsch aus dem Amt des Staatssekretärs aus und wechselte in den Ruhestand. Ihm folgte Frauke Patzke nach.